# Дорофєєв Сергій Олегович
Сергі́й Оле́гович Дорофє́єв (нар. 19 травня 1980, місто Мінськ, біл. Сяргей Алегавіч Дарафееў, рос. Сергей Олегович Дорофеев) — білоруський журналіст. Ведучий авторської програми «Портрети» на 5 каналі, керівник і ведучий ток-шоу «Вибір», телевізійної програми «Вибір +», директор дирекції ранкового мовлення на телевізійному каналі «Общенациональное телевидение» (Білорусь), викладач журналістики та маркетингу ЗМІ з Білорусі. У грудні 2010 року був відсторонений від ефіру за політичними мотивами, у квітні 2011 року був звільнений з телеканалу «Общенациональное телевидение», після чого переїхав в Україну працювати журналістом на 5 каналі. Своє зацікавлення Україною, за словами самого Дорофєєва, «викликано універсальною, наднаціональною журналістикою — погляд зі сторони: що відбувається в країні й чому».

## Біографія
Народився 19 травня 1980 в
Мінську. Батьки Сергія Дорофєєва походять з України.
Закінчив Білоруський національний технічний університет.
Теле- і радіожурналістики вчився за кордоном, виграв грант Держдепартаменту США — стажувався в ЗМІ Чикаго.
Працював на радіо «Світ», «Альфа радіо» та «Юністар».
Свою кар'єру на телевізійному каналі «Общенациональное телевидение» почав з посади редактора і ведучого програми «Наш ранок», був ведучим ток-шоу «Вибір», авторської телевізійної програми «Вибір +», директором дирекції ранкового мовлення.
У 2010 році переможець Шостого Національного телевізійного конкурсу «Телевершина» в номінації «Найкращий ведучий суспільно-політичної (публіцистичної) програми».
У 2010 році читачі «Комсомолки» визнали Дорофєєва найкращим білоруським телеведучим, а в 2011 році віддали йому титул секс-символу Білорусі.
У травні 2011 року Сергію Дорофєєву присудили спеціальний приз «Медіаперсона», як персони, за яку проголосувало найбільша кількість журналістів.
У Білорусі його останній телеефір (ток-шоу «Вибір» від 19 грудня 2010 р.) був присвячений президентським виборам. Після цього ефіру президент Білорусі Олександр Лукашенко назвав Дорофеєва «молодим журналістом, якого потрібно поставити на місце».
У 2011 році Дорофеєв пішов з білоруського каналу ОНТ та переїхав працювати в Україну на «5 каналі». Був ведучим авторської програми «Портрети з Сергієм Дорофеєвим» і ток-шоу «Час: підсумки дня». У листопаді 2012 року став переможцем національної премії «Телетріумф» у номінації «Інтерв'юер».
Із квітня 2013 по квітень 2014 року співпрацював із телеканалом «Інтер» у якості ведучого ток-шоу «Стосується кожного», а у травні 2014 року перейшов працювати на телеканал ZIK як креативний продюсер.
У квітні 2014 року спочатку телеканал 5 канал, а через кілька місяців у вересні 2014 року також канал ZIK припинили співробітництво співпрацю з білоруським журналістом Дорофєєвим.
У жовтні 2014 року Сергій Дорофеєв став ведучим російськомовної програми новин «Настоящее время», спільного ко-виробництва редакції «Радіо Свобода» та редакції «Голосу Америки».

## Нагороди
У 2012 р. отримав головну національну телевізійну премію України «Телетріумф-2012» в номінації «Інтерв'юер року».

## «Портрети»
«Портрети з Сергієм Дорофєєвим» — ток-шоу на «5 каналі», розмова формату «гість-ведучий» у прямому ефірі. За час існування програми з жовтня 2011 року, у гостях побували багато відомих українців та іноземців.
20 квітня 2013 року вийшов останній випуск за участі Петра Порошенка, на якому Сергій Дорофеєв попрощався з глядачами. Його нові плани не оголошені. За даними «Телекритики», очікується, що Сергій Дорофеєв працюватиме на ТВ-каналі «Інтер» у команді Анни Безулик на проекті «Позаочі».